# Bătălia de la Pererita
Bătălia de la Pererita a fost o bătălie dintre Uniunea statală polono-lituaniană și Imperiul Otoman, sprijinit de Hanatul Crimeii, care a avut loc pe 13 septembrie 1691 în Moldova, lângă Pererita (în prezent Republica Moldova), pe malurile Prutului. 
Confruntarea a început cu atacul tătarilor asupra unui detașament polonez, condus de Hieronim Lubomirski, și a continuat până când regele Ioan al III-lea Sobieski nu a trimis ajutor. Sobieski conta pe o luptă generală, însă turco-tătarii s-au retras, astfel-că regele Poloniei a traversat Prutul, și și-a continuat drumul în Moldova.